# المدن الخمس في يونيو (فلم)
المدن الخمس في يونيو (بالإنجليزية: The Five Cities of June) فيلم وثائقي أمريكي قصير عام 1963 من إخراج بروس هيرشنسون (بالإنجليزية: Bruce Herschensohn) . تم ترشيحه لجائزة الأوسكار لأفضل فيلم وثائقي قصير .  
يعرض هذا الفيلم الذي ترعاه وكالة المعلومات الأمريكية تفاصيل أحداث يونيو 1963 في خمس مدن مختلفة. في الفاتيكان ، انتخاب وتتويج البابا بولس السادس ؛ في الاتحاد السوفيتي ، إطلاق صاروخ سوفيتي كجزء من سباق الفضاء مع الولايات المتحدة ؛ في جنوب فيتنام ، القتال بين الشيوعيين والجنود الفيتناميين الجنوبيين ؛ في توسكالوسا ، ألاباما ، الولايات المتحدة ، الاندماج العنصري لجامعة ألاباما الذي عارضه الحاكم جورج والاس ؛ وفي برلين ، زيارة الرئيس جون ف. كينيدي لألمانيا ورودولف وايلد بلاتز . 

## روابط خارجية
- . على يوتيوب نشرته إدارة المحفوظات والسجلات الوطنية
- شاهد المدن الخمس لشهر يونيو في مكتبة ومتحف جون إف كينيدي الرئاسي